# Kategoria Superiore
 Kategoria Superiore (dansk: Superior klasse) er den bedste fodboldrække for herrer i Albanien. Den blev oprettet d. 6. juni 1930 under navnet Kategoria e Parë. KF Tirana er den mest succesfulde hold med 24 titler. 
I 1988-1989 blev deltagerantallet øget til 16, i 1999–2000 blev det reduceret til 14. Fra 2006-07 blev det igen reduceret til 12, mens fra 2012-13 er det på det nuværende antal, 14 hold.